# Ope
Ope ist ein Ortsteil von Östersund in der schwedischen Provinz Jämtlands län beziehungsweise in der historischen Provinz Jämtland. Der Ort liegt etwa sieben Kilometer südöstlich des Zentrums von Östersund an einer langgestreckten Bucht des Sees Storsjön.
Vor 2015 besaß Ope den Status eines eigenständigen Tätorts mit zuletzt (2010) 453 Einwohnern. Allmählich mit Östersund zusammengewachsen, wurde Ope zusammen mit den weiter südöstlich entlang des Seeufers gelegenen Orten Optand und Brunflo in den Tätort Östersund integriert.
Der Ort besitzt einen Bahnhof an der Bahnstrecke Sundsvall–Storlien, welcher allerdings im Personenverkehr nicht mehr genutzt wird, und liegt an den Europastraßen 45 (Inlandsvägen) und 14.